# هدا هاپر

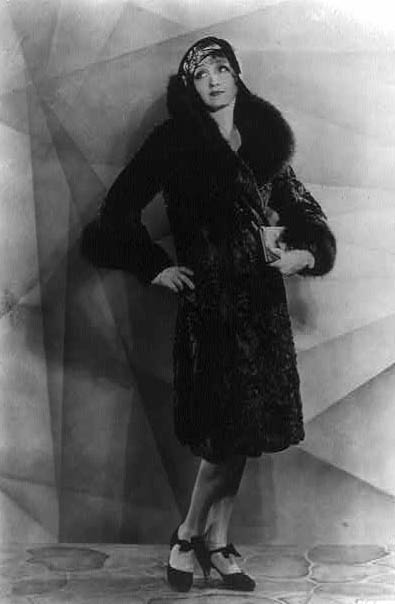

هدا هاپر (انگلیسی: Hedda Hopper؛ ۲ مهٔ ۱۸۸۵ – ۱ فوریهٔ ۱۹۶۶) یک هنرپیشه و ستون‌زردنویس معروف اهل ایالات متحده آمریکا بود.
او پیش از آنکه در 1938 شروع به نوشتن ستون خود به نام هالیوود هدا هاپر در روزنامهٔ لس‌آنجلس تایمز کند هم در صحنه و هم بر پرده سینما حضور موفقی داشت. در دوران مک‌کارتیسم او به فعالیت علیه روشنفکران، نویسندگان و هنرمندان چپ‌گرای هالیوود پرداخته و نام این افراد را به عنوان مظنونین به گرایش‌های کمونیستی افشا می‌کرد.

## گرایش سیاسی
هاپر یک جمهوری‌خواه سرسخت بود. او به شدت از فعالیت‌ها و دادگاه‌های برگزار شده توسط کمیته مبارزه با فعالیت‌های ضدامریکایی HUAC حمایت می‌کرد. او همچنین در سال ۱۹۵۶ به عنوان میهمان و سخنران در کنگره ملی زنان حزب جمهوری‌خواه که برای اعلام مجدد کاندیداتوری آیزنهاور-نیکسون برگزار شده بود شرکت کرد.

## گزیده فیلم‌شناسی
از فیلم‌ها یا برنامه‌های تلویزیونی که وی در آن نقش داشته‌است می‌توان به آثار زیر اشاره کرد.
- شاپرک‌های بی‌پروا (۱۹۲۱)
- شرلوک هولمز (فیلم ۱۹۲۲) (۱۹۲۲)
- رینو (فیلم ۱۹۲۳) (۱۹۲۳)
- خوشبختی (۱۹۲۴)
- میامی (فیلم ۱۹۲۴) (۱۹۲۴)
- فخرفروش (فیلم) (۱۹۲۴)
- دن خوان (فیلم ۱۹۲۶) (۱۹۲۶)
- بال‌ها (۱۹۲۷)
- تعطیلات (۱۹۳۰)
- آسان‌ترین راه (۱۹۳۱)
- قانون عمومی (فیلم) (۱۹۳۱)
- بربرها (فیلم ۱۹۳۳) (۱۹۳۳)
- زیارت (فیلم ۱۹۳۳) (۱۹۳۳)
- آلیس آدامز (فیلم) (۱۹۳۵)
- شیپ کافه (۱۹۳۵)
- دختر دراکولا (۱۹۳۶)
- تاپر (فیلم) (۱۹۳۷)
- انتقام تارزان (۱۹۳۸)
- نیمه‌شب (فیلم ۱۹۳۹) (۱۹۳۹)
- زنان (فیلم ۱۹۳۹) (۱۹۳۹)
- باد وحشی را درو کن (۱۹۴۲)
- سان‌ست بلوار (۱۹۵۰)
- فریب‌خورده (۱۹۶۴)
- اسکار (فیلم ۱۹۶۶) (۱۹۶۶)
- عاشقتم لوسی (مجموعه تلویزیونی) (۱۹۵۵)